# Luis Barone
Luis Barone (Buenos Aires, 18 de mayo de 1955-Buenos Aires, 19 de marzo de 2025) fue un director, guionista y productor de cine argentino.

## Actividad profesional
Fue funcionario en la provincia de Buenos Aires durante la gobernación de Eduardo Duhalde, integró la productora Kaos y fue socio de Liliana Mazure en la década de 1990. Debutó como director en 1997 con la película 24 horas (algo está por explotar), una comedia dramática basada en un guion de Guillermo Saccomanno y protagonizada por Julieta Ortega, Mausi Martínez, Rubén Rada y Martín Adjemián. En el año 2000 se estrenó Buenos Aires plateada, una obra filmada en blanco y negro con guion del propio Barone, protagonizada por actores como Luis Luque, Rubén Stella, Norberto Díaz y Alejandro Awada. En 2003 dirigió el documental Los malditos caminos,  nominado al Premio Cóndor de Plata como Mejor videofilm en 2003.
Su película Zenitrám, que narra las aventuras de un extraño superhéroe, recibió en 2008 la suma de 1,5 millón de pesos del Instituto Nacional de Cine y Artes Audiovisuales como ganadora de un concurso cuyo jurado integraba la propia Mazure, se estrenó en junio de 2010 en 34 salas de Argentina y no llegó a ser vista por 10.000 espectadores. La película, inspirada en una novela de Juan Sasturain, «[formó] parte de una apuesta del cine argentino por explorar nuevos géneros» según el diario La Nación.
Su película Fumar no es un vicio, que recibió un millón de pesos, pudo ser estrenada en una única sala, la del ex Cosmos. También recibió apoyo del INCAA para las películas Pasión de Multitudes, Kluge (recibió 1,6 millones) y un crédito de 1,3 millones para filmar Los Inmortales.
Junto a directores como Adolfo Aristarain y Bigas Luna, fue uno de los cineastas que se ocuparon de llevar al cine el universo literario de Manuel Vázquez Montalbán, ubicando a su personaje Pepe Carvalho en la ciudad de Buenos Aires.

## Nominaciones
- Los malditos caminos (Premio Cóndor de Plata de 2003 - Mejor Videofilme)

## Filmografía
Dirección
- Kluge  En postproducción
- Zenitram  (2009)
- El Tigre escondido  (2003)
- Los malditos caminos  (2002)
- Buenos Aires plateada  (2000)
- 24 horas (Algo está por explotar)  (1997)

Producción
- Kluge  En postproducción
- El amor a veces  (2013)
- Nunca estuviste tan adorable  (2009)
- Zenitram  (2009)
- Puig... 95% de humedad  telefilm(2001)
- Buenos Aires plateada  (2000)

Camarógrafo
- Sed, invasión gota a gota  (2004)

Guionista
- Zenitram  (2009)
- El Tigre escondido  (2003)
- Buenos Aires plateada  (2000)

Montador
- El Tigre escondido  (2003)
- 24 horas (Algo está por explotar)  (1997)

Producción ejecutiva
- La hermana menor  En postproducción
- En la trinchera   (cortometraje)  (2010]
- Un mundo seguro  (2010)
- Sed, invasión gota a gota  (2004)
- El Tigre escondido  (2003)
- Los malditos caminos  (2002)

Actor
- Puig...95% de humedad   (2001)

Investigación
- Los malditos caminos  (2002)